# 中華人民共和国人力資源社会保障部

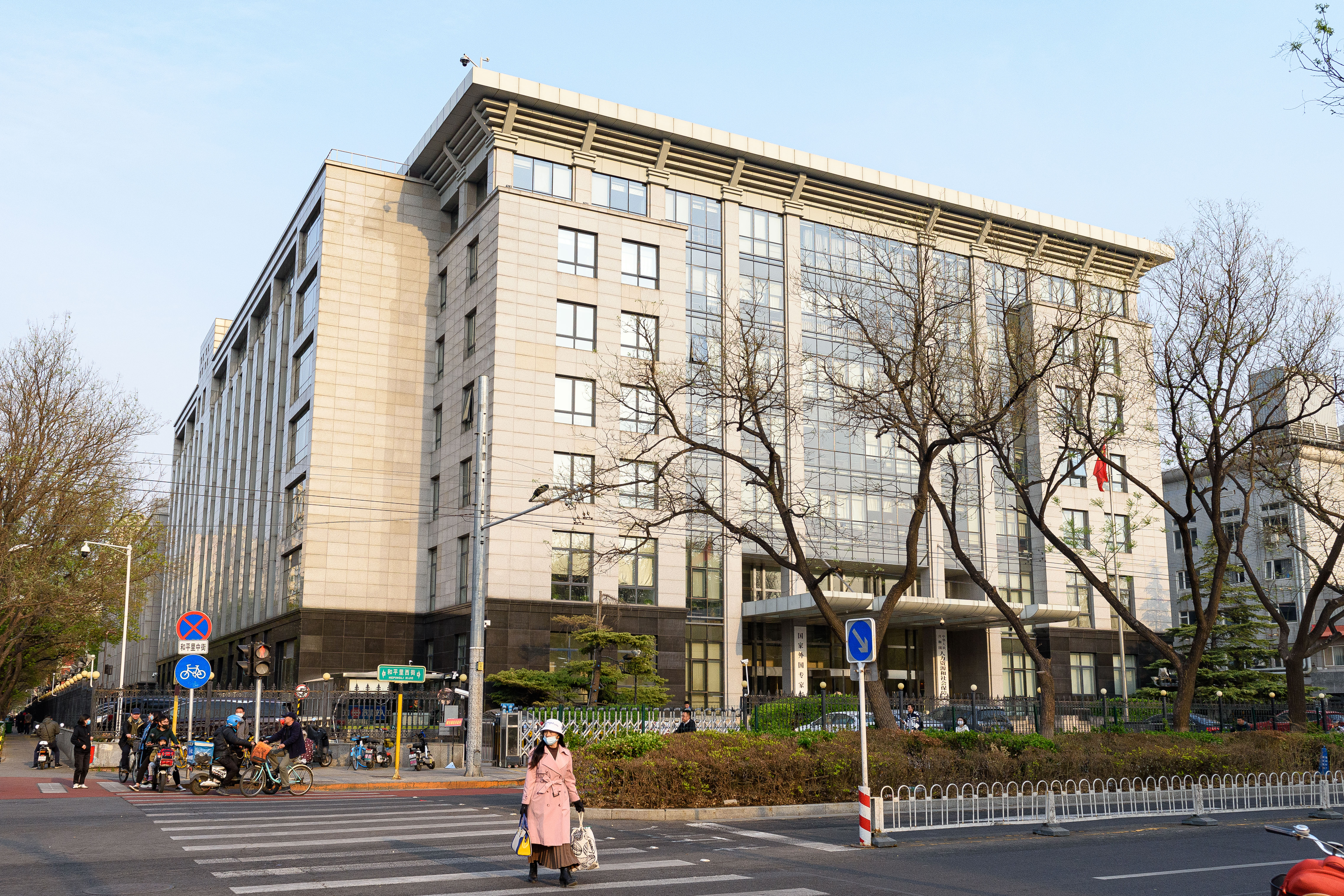
本部

中華人民共和国人力資源・社会保障部（ちゅうかじんみんきょうわこくじんりきしげん・しゃかいほしょうぶ）は、中華人民共和国国務院組成部門のひとつ。
2008年に中華人民共和国人事部と中華人民共和国労働社会保障部を合併して設置された。